# Слобожанская (платформа ЮЖД)
Слобожанская (укр. Слобожанська), бывшее название - Комсомольская — остановочный пункт Южной железной дороги, находящаяся в пешей доступности от посёлка Слобожанское. От остановки к посёлку имеется автобусное движение. Поезда дальнего следования не останавливаются.
Остановочный пункт организован в 1958 году в связи со строительством Змиевской ГРЭС и посёлка энергетиков Комсомольское.

## Путевое развитие
Чётный и нечётный пути перегона Занки-Шебелинка.

## Сооружения
Здание вокзала с кассой, дома для сотрудников железной дороги, а также уборная.

## Поезда
Участок Занки-Шебелинка обслуживается исключительно электропоездами ЭР2, ЭР2Р, ЭР2Т депо Харьков. В чётном направлении поезда идут до станций Харьков-Пассажирский, Харьков-Левада, в нечётном — до станций Шебелинка, Балаклея, Савинцы, Изюм.

## Любопытные факты
Благодаря тому, что трасса железной дороги абсолютно прямая, в ясную погоду на платформе Слобожанская можно видеть как предыдущую, так и следующую остановку.